# Trajanus forum

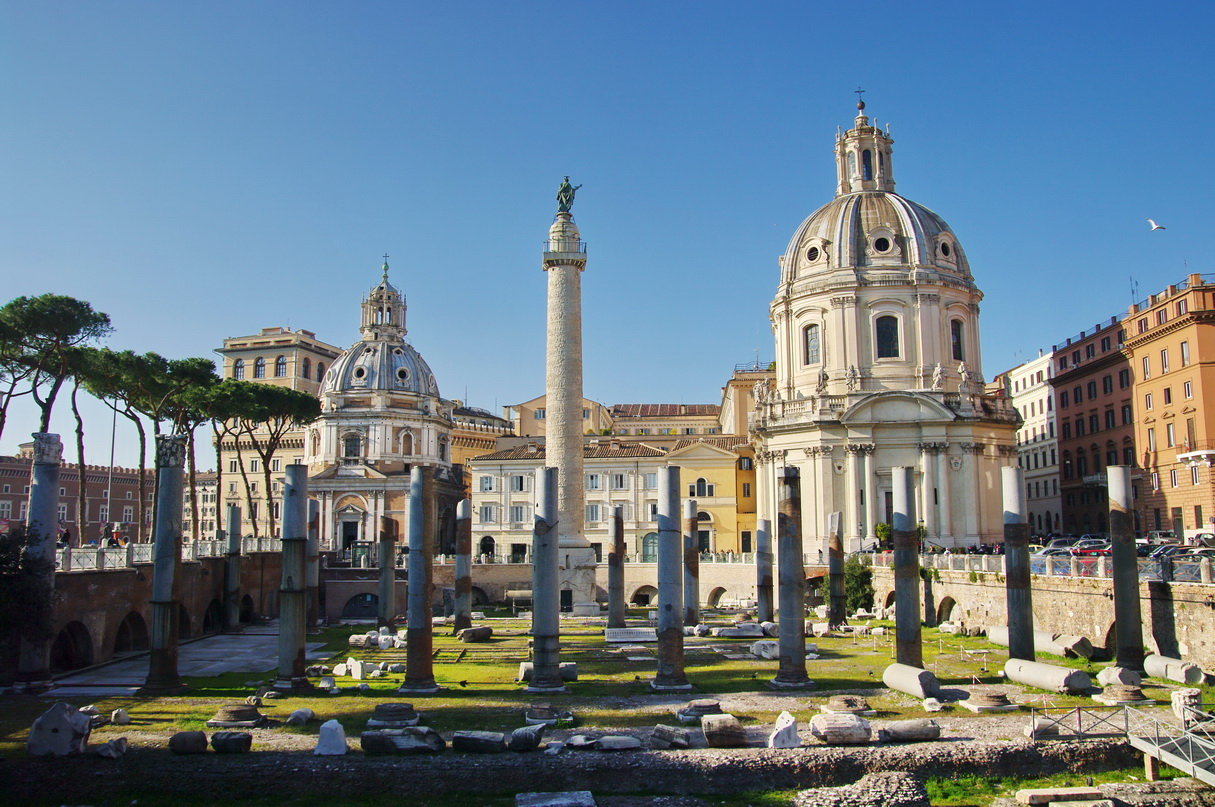
Trajanus forum.

Trajanus forum, latin Forum Traiani, är det största av de fem kejsarfora i Rom.

## Uppbyggnad
För att få plats med detta forum schaktade man bort den höjdrygg som förenade Capitolium och Quirinalen. Innanför entrén stod, och står fortfarande, Trajanuskolonnen, som reser sig till en höjd av cirka 40 meter, vilket enligt inskriften på dess bas även är höjden på den bortschaktade åsen.
Kolonnen flankerades av två bibliotek: ett för dokument på latin och ett för dokument på grekiska. Bakom kolonnen reste sig den väldiga Basilica Ulpia, uppkallad efter kejsarens familjenamn. Med sina cirka 175 × 50 meter var det den största basilikan i Rom; den var femskeppig och hade stora exedror på kortsidorna. Många av de drygt tio meter höga granitkolonner, som bar mittskeppet, är återuppresta på sin ursprungliga plats och ger en viss föreställning om storleken på basilikan.

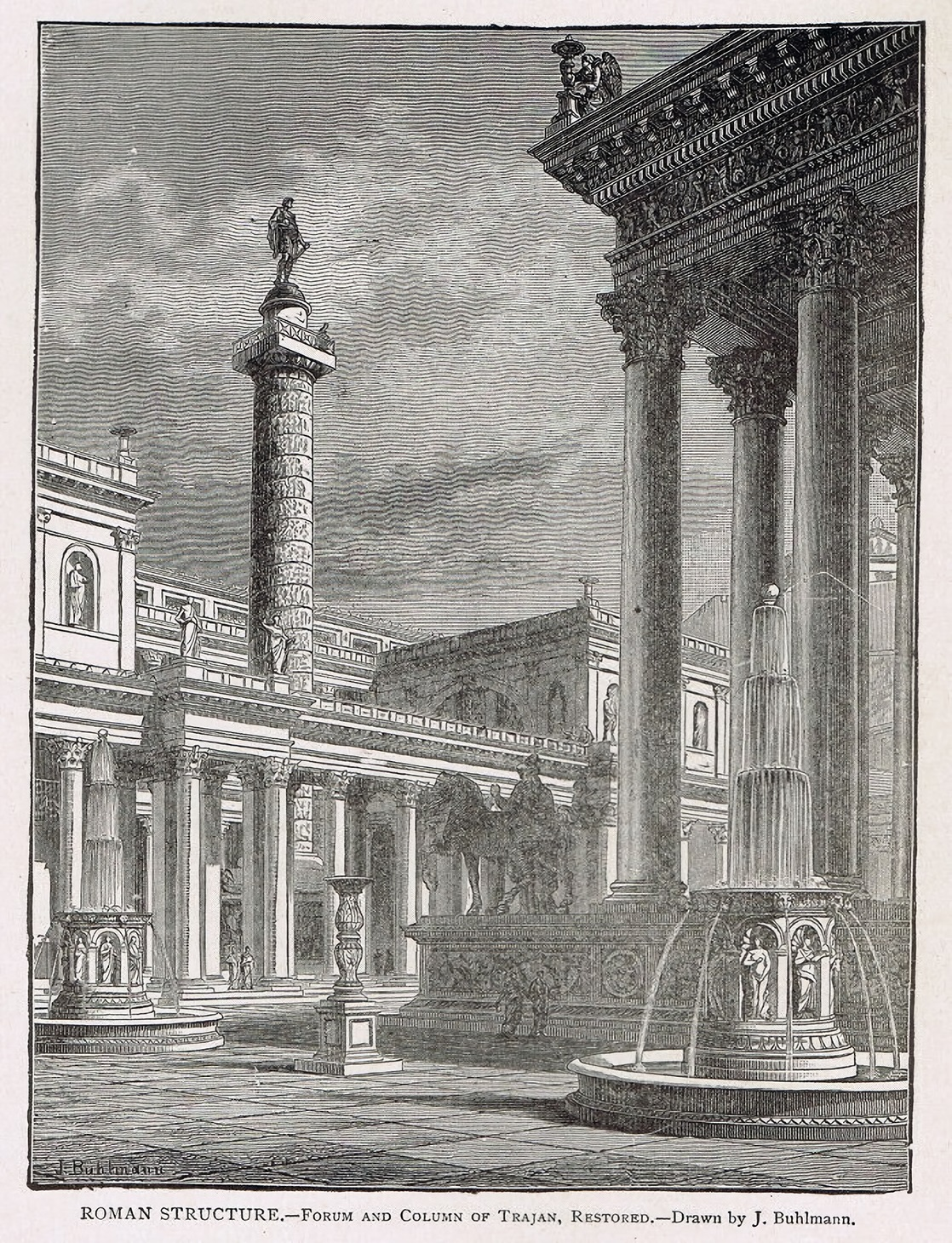
Rekonstruktion av Trajanus forum ur den tyska encyklopedin "Prieres Konversationslexikon" (1891).

På andra sidan av basilikan låg den stora paradplatsen, dit fem trappsteg ledde ned. Efter modell från Augustus forum flankerades den av kolonnader med halvcirkelformade exedror utanför. Platsen var stenlagd med vit marmor, medan röd och gul sten dominerade i portikerna. Över kolonnaderna fanns en attika, smyckad med fångna daker i marmor, och den kröntes av trofégrupper och härtecken i brons. Mitt på platsen stod kejsarens ryttarstaty i kolossalformat med en vinklad, kolonnprydd skärmvägg som fond.
I modern tid återfinns endast delar av torgen och Trajanuskolonnen.

## Historia
Platsen uppfördes mellan 107 och 113 och invigdes av kejsar Trajanus. Den anlades till minne av segern över dakerna (i nuvarande Rumänien) av kejsarens arkitekt, Apollodoros från Damaskus.
Det är möjligt att grävandet påbörjades redan under kejsar Domitianus tid, medan projekteringen helt överläts åt Apollodoros, som fanns med Trajanus vid slaget i Dakien.
Under byggtiden företogs också andra byggprojekt: Trajanus saluhallar (Mercatus Traiani) uppfördes, Caesars forum (varvid Basilica Argentaria uppfördes) och Venus Genetrix tempel renoverades.
I mitten av 300-talet blev kejsar Konstantin II, under en resa till Rom, hänförd av Trajanus stora ryttarstaty med omgivande byggnader. Det kejserliga besöket och monumenten är beskrivna av historieskrivaren Ammianus Marcellinus.

### Tidig medeltid
I mitten av 800-talet kunde kullerstenarna av marmor systematiskt återanvändas, på grund av den höga kvaliteten. Samtidigt återställdes gatubeläggningen – tecken på att platsen fortfarande var i allmän användning.